# Conito de Antofalla
Le volcan Conito de Antofalla est un stratovolcan actif d'Argentine. Il est situé dans la province de Catamarca. Il fait partie du groupe de volcans argentins constituant le massif de l'Antofalla, mais est totalement indépendant de ce dernier.
Le volcan est situé à une dizaine de kilomètres du Salar de Antofalla et à 12 kilomètres au nord-est du volcan Antofalla. Il a émis dans la période récente d'importantes coulées volcaniques, surtout vers le sud-est, si bien que ses anciennes coulées s'étendent jusque dans le salar.
Tout proches également on trouve au sud-ouest le cône du volcan Cerro la Aguada, ainsi que 
le volcan Cerro Cajeros (5 725 mètres), actif mais en sommeil.